# اندیس گلوچه
گلوچه یک اندیس فلزی است که در حوالی شهر قره چمن استان آذربایجان غربی قرار دارد و مادهٔ معدنی موجود در آن، منیزیت است.  